# Burg auf Fehmarn
Burg auf Fehmarn (plattyska: Borg up Fehmarn) är en Stadtteil och sätet för den centrala administrationen i staden Fehmarn på ön med samma namn i Kreis Ostholstein i det tyska förbundslandet Schleswig-Holstein. Invånarantalet är ungefär 6 000. Fram till 1 januari 2003 var Burg auf Fehmarn en egen stad, men är numera en del av staden Fehmarn som bildades det året.

## Vapen
Blasonering:
I silver över omväxlande silvriga och blåa vågor en fristående röd borg av tegelstenar med krenelering, en sluten gyllene port och två torn, med blåa tak och två rundbågiga fönster, mellan dessa svävar den röda holsteinska skölden med det silvriga nässelbladet.
Vapnet övertogs av staden Fehmarn, när denna bildades i samband med att Burg upphörde att vara stad år 2003.

## Historia

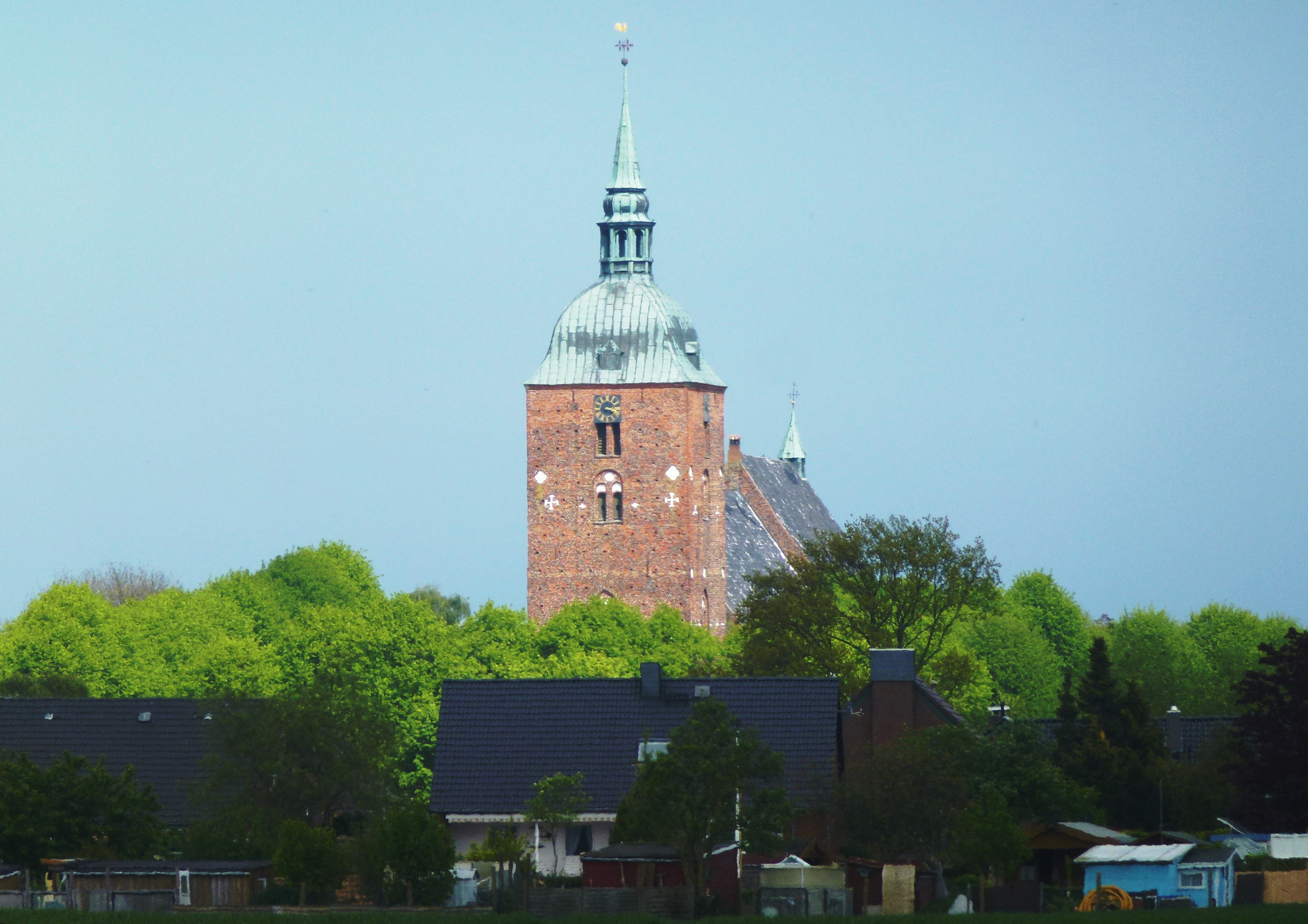
St. Nikolai.

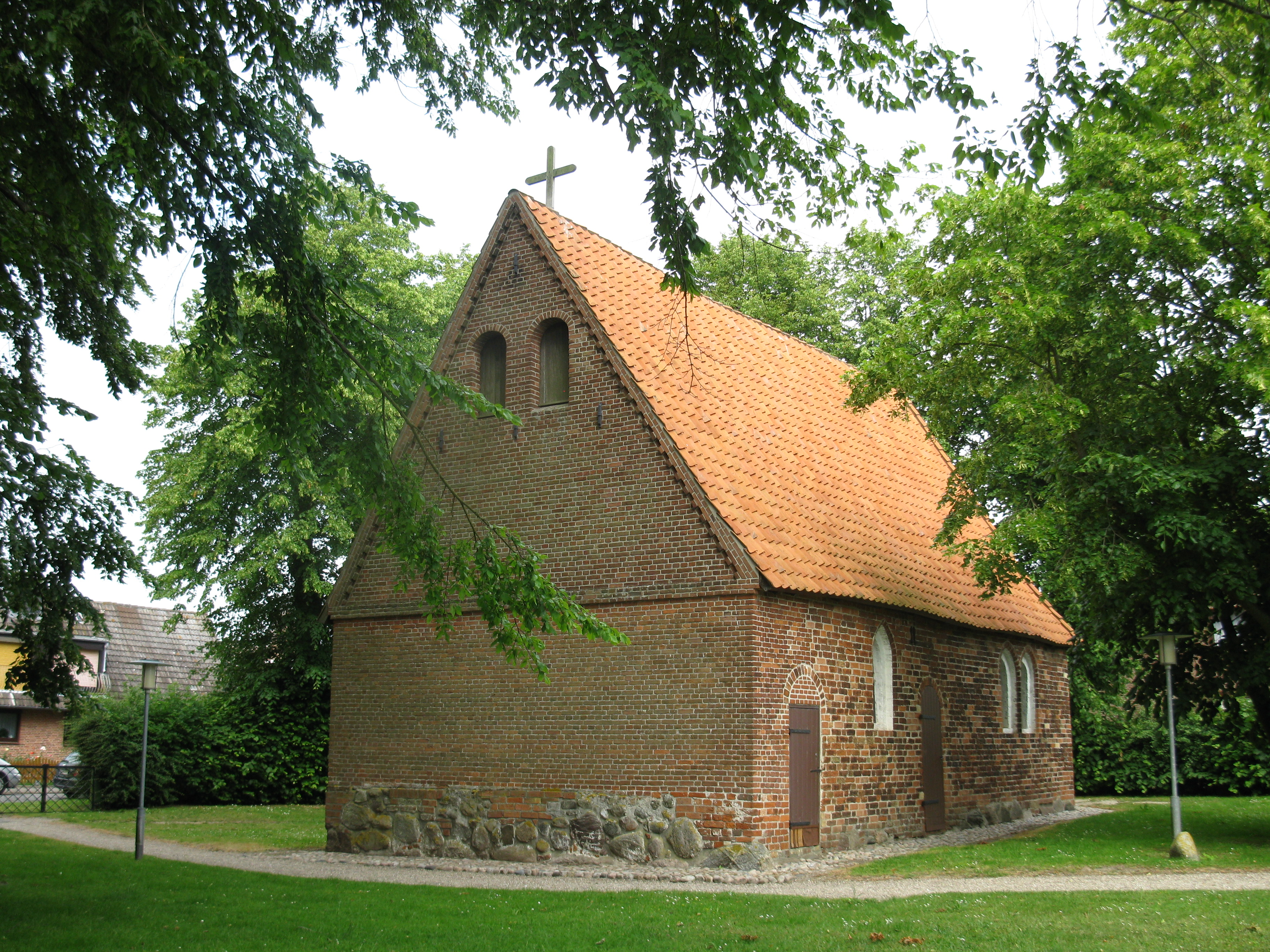
St. Jürgen-kapellet.

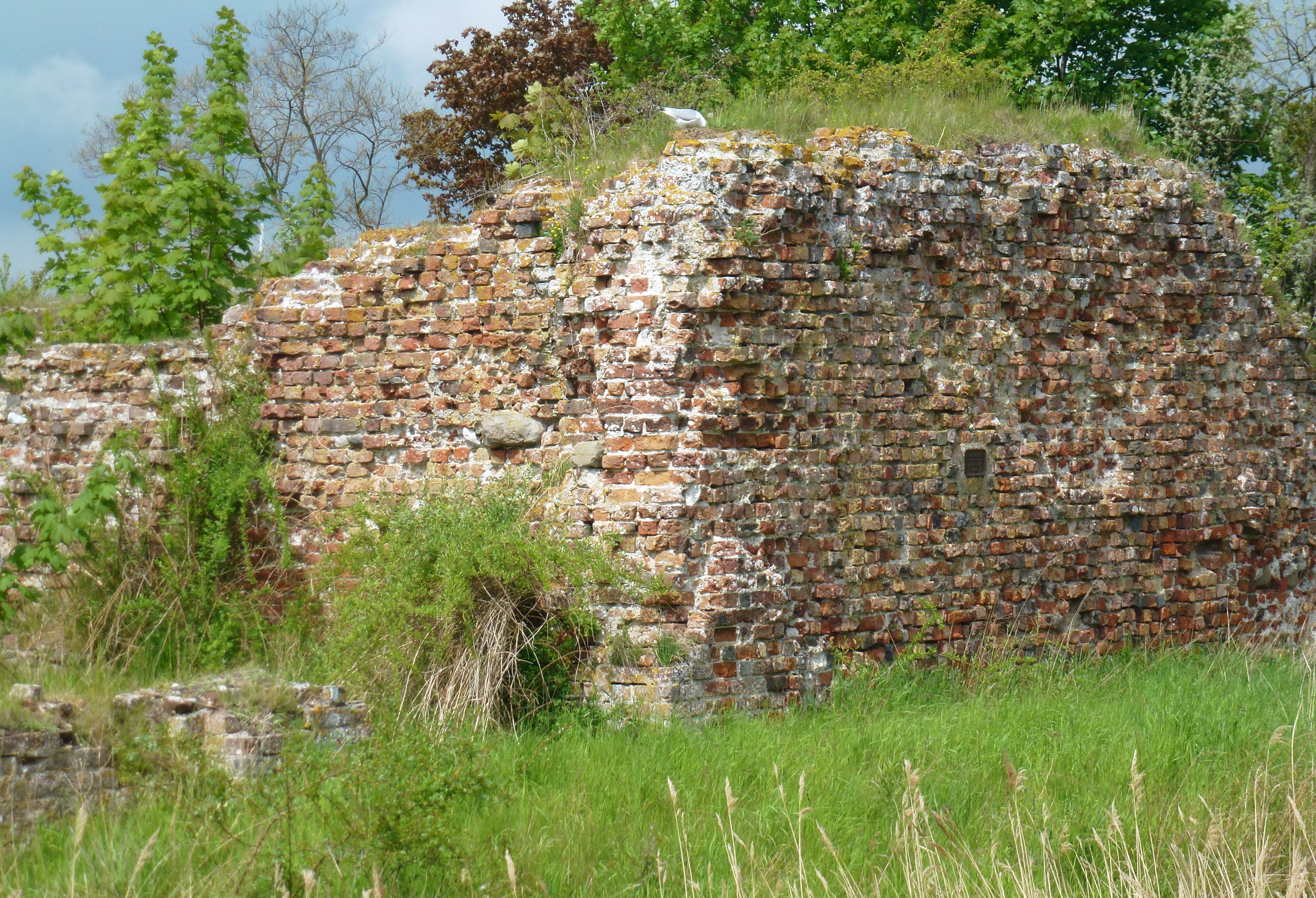
Burg Glambek.

Första gången Burg omnämndes var år 1202 som Borch up Vemere i Kung Valdemars jordebok. 1599 nämndes orten för första gången på nyhögtyska som Burgk uff Femern.
Från 1230 till 1250 byggdes ortens kyrka, St. Nikolai.
En under medeltiden anlagd hamn i närheten av orten slammade igen under 1400-talet. Orten skyddades av den starkt befästa Burg Glambek av vilken det nu bara återstår en ruin. Först år 1857 blev en ny hamn anlagd i stadsdelen Burgstaaken. 1867 inrättades en tingsrätt (tyska: Amtsgericht) som blev kvar till år 1976. Från och med 1896 företogs regelbunden fartygstrafik till Lübeck och Kiel med ångfartygen Fehmarn och Meta.
Den 1 januari 2003 ingick staden Burg en sammanslagning med länet (tyska: Amt) Fehmarn, som omfattade kommunerna (tyska: Gemeinde) Bannesdorf auf Fehmarn, Landkirchen auf Fehmarn och Westfehmarn, och blev så staden Fehmarn (tyska: Stadt Fehmarn). Sålunda utgör numera hela ön Fehmarn en stad.

## Hamnarna i Burg på Fehmarn
Staden Burg ligger inte direkt vid kusten, utan ligger ca två kilometer från havet och ett med havsvatten fyllt litet innanhav kallat Burger Binnensee där dagens hamn är belägen.
Burgs första hamn var belägen i stadens västra utkant och förbands med Burger Binnensee genom en naturlig kanal, Seegen-Graben. Denna gamla stadshamn slammade så småningom igen och övergavs i början av 1400-talet. Med anledning av detta anlade man en ny konstgjord hamn på den smala landtungan vid Burger Binnensee. Hamnen kallades Dat Nye Deep (det nya djupet) och skyddades av stenfördämningar. I ett fördrag mellan staden Burg och landskapet Fehmarn år 1557 förpliktigade sig båda parter att gemensamt underhålla hamnanläggningen, i synnerhet de vågbrytarliknande bålverken. 
Under det Trettioåriga kriget orsakade den svenska invasionstruppen betydande skador på hamnen. Hamnen återhämtade sig aldrig från detta utan de följande århundradena präglades av ett flertal försök att reparera den. Tillståndet för hamnen går att utläsa i ett brev från borgarna och skepparna från Burgk som år 1650 sökte kungens stöd för en reparation av hamnen och som meddelade att: 
vårt burgska djup och vår skeppshamn, har inte bara fördärvats till ett eländigt skick av de inkvarterade soldaterna, som haft sin corps de garde intill bålverken, utan har också så till den grad slammat igen och belöpts med sand, att ingen båt eller pråm kan komma in, varigenom vår näring, då det är synnerligen farligt att ligga framför [inloppets] krökning, verkligen försvagats och till och med måst ligga nere.
Sedan mitten av 1700-talet har en plats på nordsidan av Burger Binnensee använts som hamnplats. Denna hamn, som kallas am Stacken (ungefär: vid vågbrytarna), användes från 1778 även av färjor mellan Fehmarn och Lolland.

## Fritid och turism
- I Burg finns Fehmarns havscentrum (tyska: Meereszentrum Fehmarn) som bland annat har Tysklands största hajakvarium (1998). Dessutom bedrivs klättring på en inte längre använd 40 meter hög silo. Förutom en gokarthall finns det en skola för kitesurfning och ryttargårdar.
- År 2002 hörde Burg till de tio viktigaste turistorterna i Schleswig-Holstein. 47 704 gäster, varav 1 476 (3,0 %) kom från annat land än Tyskland, stod för 312 115 övernattningar. Staden förfogade över 3 364 gästbäddar.
- Vid sydstranden finns en stor semesteranläggning med semesterlägenheter och strandrestauranger.
- U-båtsmuseet Fehmarn, tysk museiubåt från efterkrigstiden som kan besökas i hamnen.
- Förutom ortens kyrka St. Nikolai finns en del andra sevärdheter som till exempel det medeltida St. Jürgen-kapellet, välbevarade borgarhus från olika århundraden och en marknadsplats med ortens rådhus. Rådhuset som invigdes 1901 utgör en röd tegelbyggnad som även inrymmer ett museum.
- Burg Glambek, dansk befästningsanläggning, som uppfördes 1210 vid Fehmarns södra strand och förstördes i Trettioåriga kriget. Idag kan ruinen beskådas.